# Ognolles
Ognolles är en kommun i departementet Oise i regionen Hauts-de-France i norra Frankrike. Kommunen ligger i kantonen Guiscard som tillhör arrondissementet Compiègne. År 2022 hade Ognolles 287 invånare.

## Befolkningsutveckling
Antalet invånare i kommunen Ognolles
| Referens: INSEE |